# سزار لا پاگلیا
سزار لا پاگلیا (انگلیسی: César La Paglia؛ زادهٔ ۲۵ فوریهٔ ۱۹۷۹) بازیکن فوتبال اهل آرژانتین است.
از باشگاه‌هایی که در آن بازی کرده‌است می‌توان به باشگاه ورزشی تنریف، باشگاه فوتبال بوکا جونیورز، باشگاه فوتبال ویتوریا ستوبال، باشگاه ورزشی دفنسور، و باشگاه فوتبال آرژانتینوس جونیورز اشاره کرد.